# Max Unglehrt
Max Unglehrt (* 24. Juli 1892 in Memmingen; † September 1953 in München) war ein deutscher Architekt.

## Leben
Max Unglehrt war der Sohn des Franz Unglehrts, Gründer des Bauunternehmens Unglehrt, und der Lina von Berchem-Unglehrt. 
Unglehrt studierte an der Technischen Hochschule Stuttgart und an der Technischen Hochschule München.   
Er war vor 1934 Mitglied im Bund Deutscher Architekten. Von 1945 bis 1948 hatte er das Amt des Präsidenten des Bundes Münchner Architekten inne. Von 1948 bis 1951 war er Vorsitzender des Bundes der Architekten im Lande Bayern. Von 1951 bis zu seinem Tod gehörte er als gewähltes Mitglied dem Bundesvorstand an.
Zudem veröffentlichte er unter dem Namen Unglehrt-Berchem (mit dem Geburtsnamen seiner Mutter als hinteren Namensbestandteil) mehrere Komödien und Dramen bei verschiedenen Verlagen.

## Werk

### Bauten
- Wohnungsbauten der Siedlungsgenossenschaft Schwaben in Kaufbeuren („ländliche Siedlung“)
- Gebäude der Volksbank in Memmingen
- Verschiedene Vierspänner-Einfamilien-Reihenhaus-Gruppen in München
- Evangelische Kirche in München-Oberhaching
- Evangelische Kirche in Buchloe
- Evangelische Kirche in Seeshaupt
- Evangelische Kirche in Rain am Lech
- Evangelische Kirche in Walchensee
- Evangelische Kirche in Bad Wörishofen

### Schriften
- Traum und Leben. Dramatische Dichtung in drei Akten. Aurora, Friedewald-Dresden 1915
- Von den Guten und den Bösen. Schauspiel. Aurora, Friedewald-Dresden 1916
- Haarsschneider Hipp: Eine Komödie in drei Akten. Meister, München 1918.
- Das Vierspänner-Einfamilien-Reihenhaus. Meindl & Sölch, München 1935.
- Sinn und Wert des freien Architektenberufes. Lutzeyer, Baden-Baden 1949.